# Хмельницькі мажоретки «Альфа»

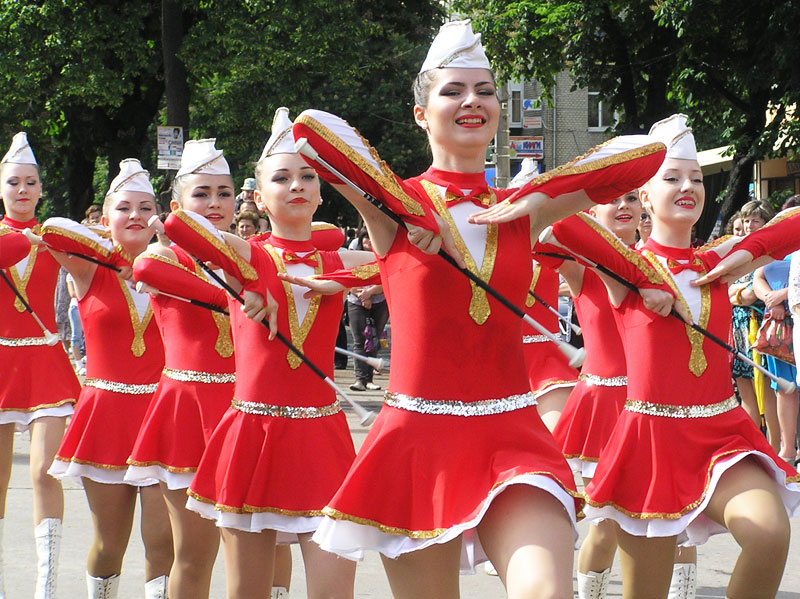
Виступ хмельницьких мажореток «Альфа»

«Альфа» — це перший український колектив мажореток, створений в місті Хмельницькому в 2008 році на базі народного художнього колективу України, ансамблю стилізованого бального танцю Альборадо. Засновники та керівники: Наталія та Олександр Мильнікови. Поява колективу «Альфа» в Хмельницькому сприяла популяризації руху мажореток та розвитку нового хореографічного напрямку в Україні. Повна назва — колектив мажореток «Альфа» Хмельницького муніципального естрадно-духового оркестру.

## Передісторія виникнення
Появу мажореток в Європі пов'язують з діяльністю тамбур-мажорів — керівників військових оркестрів. Перші мажоретки почали з'являтись у Франції на початку XX століття. Тоді, в першу чергу вони були диригентами, а жонглюванню паличками відводилась другорядна роль. Проте з часом все змінилось, і танці з паличками («batons») стали їх основним завданням.
В Україні рух мажореток вперше виник у місті Хмельницькому. Засновниками та керівниками першого українського колективу мажореток стали Наталія та Олександр Мильнікови, які з 1997 року керували стилізованим ансамблем бального танцю «Альборадо», відомого на території України та за її межами.
Одного разу керівникам ансамблю запропонували поїхати та спробувати опанувати нові творчі горизонти до Польщі. На навчання мажорет-спорту з України поїхало усього троє осіб. Навчання зайняло п'ять днів, щоденно заняття тривали по вісім годин. Керівникам ансамблю розповідали, що собою представляють мажоретки, які є правила, як створювати композицію. Після цього Мильнікови потрапили на VI Чемпіонат Європи по мажореткам у місті Ополе (Польща). Мажорет-спорт вразив і захопив керівників ансамблю, але можливості одразу ж перейти до створення колективу не було. Ситуація змінилась через рік, коли Наталія та Олександр побували на VII Чемпіонаті Європи. Тоді й почався більш динамічний процес створення ще одного творчого колективу на базі ансамблю «Альборадо».

## Вибір назви
Влітку 2008 року до України завітали інструктори з Польщі і вже в вересні того ж року колектив «Альфа» вперше виступив на святі Дня міста. Хмельницькі мажоретки отримали свою назву у подарунок від польських колег, у яких також була команда «Альфа», але вона припинила своє існування через переїзд тренера в інше місто. Несподівану, але дуже приємну звістку, керівники хмельницьких мажореток прийняли з радістю і стали іменуватись «Альфа».

## Склад та тренування

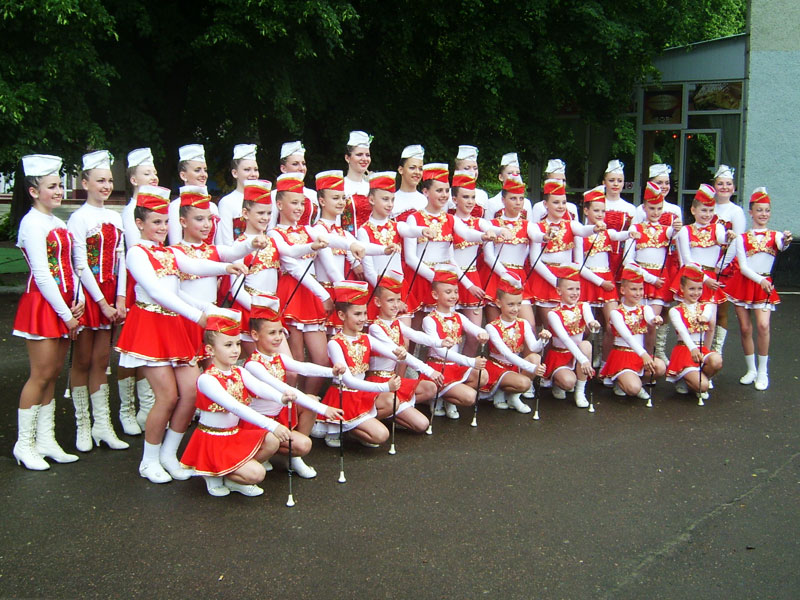
«Міні-Альфа» після виступу

Рух мажореток — це справжнє мистецтво. Для того, щоб бути у складі колективу, дівчата проходять досить жорсткий відбір. Зараз кількість мажореток у Хмельницькому перевищує п'ятдесят учасниць. Молодші — «кадетки», входять до складу «Міні — Альфа». Старші — «синьорки» мають назву «Альфа». Існують певні вікові обмеження — у мажорет-спорті дівчата можуть бути до досягнення ними 25 років. На чемпіонатах Європи учасниці колективу виступають у трьох категоріях «кадетки» — 9-11 років, «юніорки» — 12-14 років і «синьорки» — 15-25 років. Зазвичай вони тренуються декілька разів на тиждень, а влітку — двічі на день по декілька годин.

## Творчі досягнення

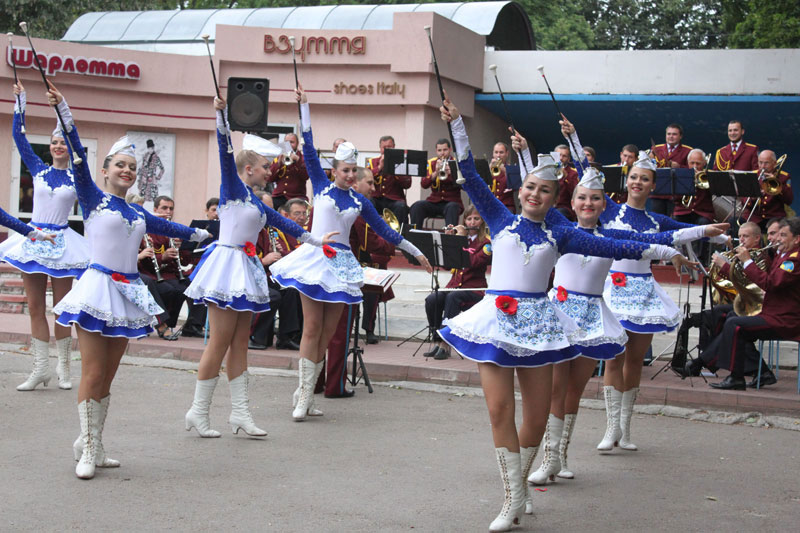
Хмельницькі мажоретки «Альфа» виступають у центрі Хмельницького

Хмельницькі мажоретки у 2010 році стали фіналістами Чемпіонатів Європи з мажор-спорту у Чехії та у 2011 році у Хорватії. Вони вийшли до фіналу Гран-Прі Європи у 2012 році.
У 2010 та 2011 році колектив був учасником фестивалю оркестрів з мажоретками «ZlotaLira», який проходив у місті Рибник (Польща), та здобув друге місце, ставши срібним призером.
27 вересня 2012 року у Хмельницькому відбулось відкриття Міжнародного фестивалю церемоніальної культури барабанщиць і мажореток «Проскурівське дефіле», який тривав три дні і на який були запрошені учасники з Болгарії, Польщі, Хорватії, Словаччини, Угорщини,Болгарії, Чехії, Росії та України. Мажоретки «Альфа» посіли в ньому перше місце, що дало змогу брати участь від України в X чемпіонаті Європи з мажорет-спорту, який відбувся у серпні 2013 року у місті Татабанья (Угорщина).
Тоді з хмельницькими мажоретками змагались близько 70 команд зі всієї Європи. Колектив «Альфа» за композицію «Пірати Карибського моря» отримав срібні медалі. Молодша група «Міні-Альфа» перемогла у номінації «шоу». Участь у програмі «Дефіле», «Сцена» і «Міні» дозволила мажореткам здобути треті місця. Номінація «тріо» принесла хмельничанкам друге місце. Конкурс «Міс мажорет-2013», який проводився під час змагань, приніс Златі Купельській 3 місце.
Мажоретки відкривали Подільський фестиваль наречених «Весільна фортеця» у місті Кам'янець-Подільському.
Хмельницький колектив мажореток — дипломанти I ступеня в номінації найкраща композиція сучасної української хореографії на фестивалі естрадно-спортивного танцю «ФЕСТ-2013» в місті Івано-Франківську з композицією «Червона Рута». У 2013 році колектив мажореток «Альфа» муніципального естрадно-духового оркестру після проходження кастингу став учасником п'ятого сезону телевізійного шоу «Україна має талант» і виконав композицію «До-ре-мі». Їхній виступ увійшов до сотні найкращих номерів шоу.
Щорічно мажоретки «Міні-Альфа» відкривають парад близнюків у місті Хмельницькому, який відбувається наприкінці травня та беруть участь у святковій кавалькаді, приуроченій до свята Дня міста.
Мажоретки «Альфа» Хмельницького муніципального естрадно-духового оркестру — єдиний колектив України, який входить до Міжнародної асоціації мажореток Європи.